# New Place

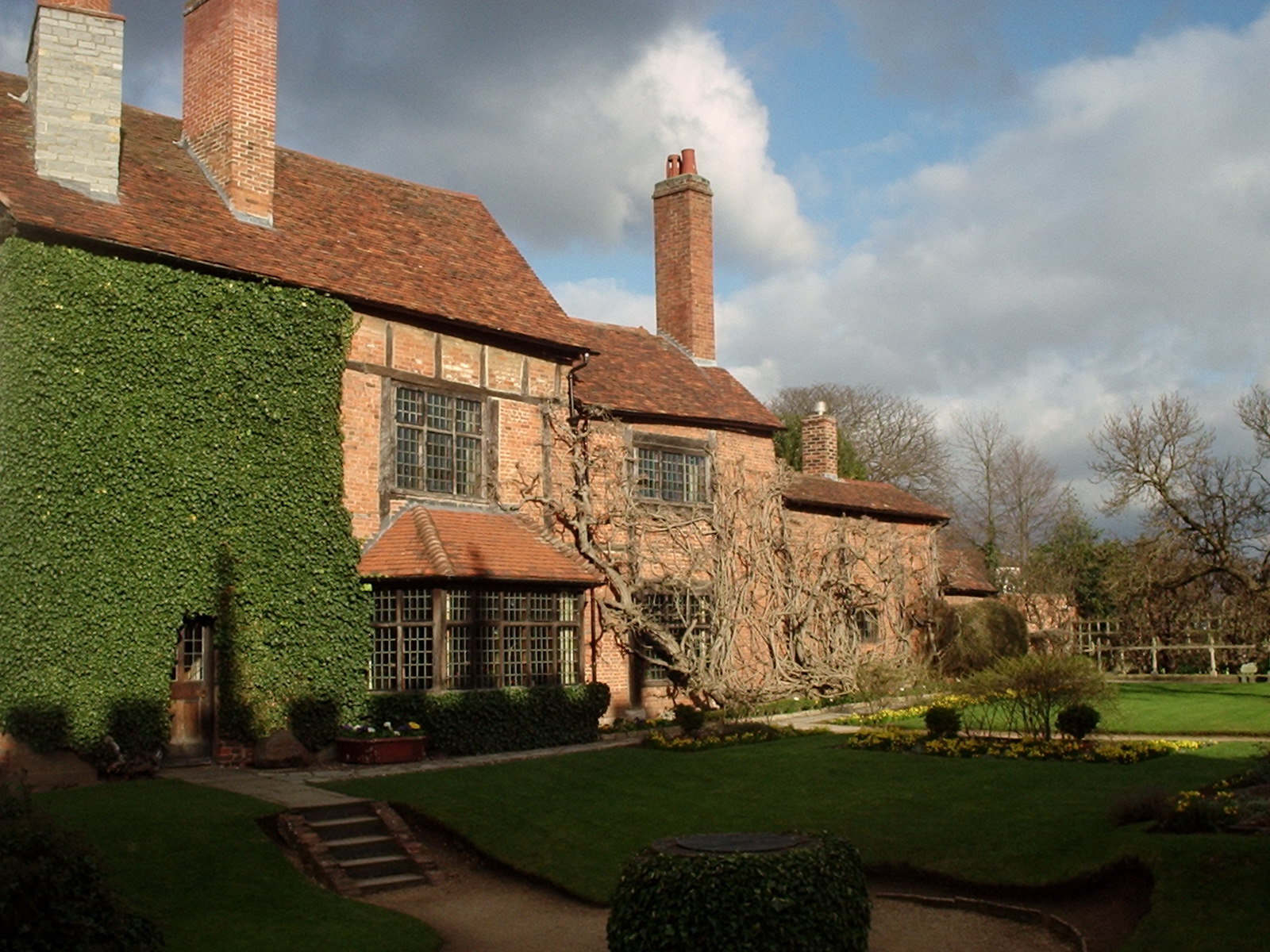
Nash's House, wybudowany w miejscu New Place

New Place - nazwa miejsca w Stratford-upon-Avon, w którym ostatnie lata życia spędził William Szekspir.
Dom został zbudowany w 1483 roku. Szekspir kupił go za 600 funtów w 1597, zamieszkał w nim jednak dopiero w 1610. Był drugim co do wielkości budynkiem w Stratford, a jednocześnie jedynym wybudowanym z kamienia. Po śmierci poety, w 1616, dom trafił w ręce jego córki, Susanny Hall. 
W drugiej połowie XVIII w. właściciel budynku, zmęczony nieustannymi wizytami ciekawskich, postanowił wyburzyć dom. Dzisiaj można oglądać jego fundamenty, dzięki muzeum zorganizowanemu w sąsiednim domu, Nash's House.